# بلوک پی
| گروه | ۱۳     | ۱۴     | ۱۵     | ۱۶     | ۱۷     | ۱۸     |
| دوره |        |        |        |        |        |        |
| ---- | ------ | ------ | ------ | ------ | ------ | ------ |
| ۲    | ۵ B    | ۶ C    | ۷ N    | ۸ O    | ۹ F    | ۱۰ Ne  |
| ۳    | ۱۳ Al  | ۱۴ Si  | ۱۵ P   | ۱۶ S   | ۱۷ Cl  | ۱۸ Ar  |
| ۴    | ۳۱ Ga  | ۳۲ Ge  | ۳۳ As  | ۳۴ Se  | ۳۵ Br  | ۳۶ Kr  |
| ۵    | ۴۹ In  | ۵۰ Sn  | ۵۱ Sb  | ۵۲ Te  | ۵۳ I   | ۵۴ Xe  |
| ۶    | ۸۱ Tl  | ۸۲ Pb  | ۸۳ Bi  | ۸۴ Po  | ۸۵ At  | ۸۶ Rn  |
| ۷    | ۱۱۳ Nh | ۱۱۴ Fl | ۱۱۵ Mc | ۱۱۶ Lv | ۱۱۷ Ts | ۱۱۸ Og |

بلوک پی بلوکی از جدول تناوبی عناصر است که شامل شش گروه به جز هلیوم (که در بلوک اس قرار دارد) می‌باشد. در بین این عناصر فلز، شبه‌فلز و نافلز مشاهده می‌شود و زیرلایه پی این عناصر در حال پر شدن است.